# Čanjevo (utvrda)
Utvrda Čanjevo nalazi se na jugozapadnim obroncima Kalničkog gorja u Općini Visoko koja teritorijalno pripada Varaždinskoj županiji. O utvrdi postoji izrazito malo povijesnih izvora, a ozbiljnija arheološka istraživanja i iskapanja započela su tek 2003. godine nakon čega nastaje dvojezična, englesko-hrvatska publikacija: Utvrda Čanjevo: Istraživanja 2003–2007., urednika Luke Bekića.

## Prapovijesno razdoblje
Na prostoru današnjih ostataka utvrde Čanjevo u bakrenom je dobu postojalo manje naselje čiji su stanovnici pripadali tzv. Retz - Cayary kulturi i živjeli na području od Hrvatskog zagorja do zapadne Slavonije u razdoblju od 3400. – 2500. g. pr. Kr. Njihovo naselje naslijedili su pripadnici vučedolske kulture, doseljeni iz Slavonije, koji su ovdje obitavali od 2500. – 2300. g. pr. Kr. Vrlo je vjerojatno da je naselje postojalo i puno kasnije, u doba vinkovačke kulture, tijekom ranog brončanog doba kada se ovaj položaj napušta na duže vrijeme.

## Srednjovjekovno i novovjekovno razdoblje
Srednjovjekovna utvrda sagrađena je vjerojatno u 15. stoljeću kao burg obitelji Špirančić. U 16. stoljeću preuzima je obitelj Praškoci. Tijekom druge polovice 16. stoljeća preuređena je u vojnu utvrdu za potrebe nadziranja i čuvanja granice prema Osmanskom Carstvu te je u utvrdu smještena posada vojnika - haramija. Njihova je zadaća bila zaštita civilnog stanovništva i čuvanje granice u ovom dijelu planinskog masiva Kalnika. Nakon druge polovice 17. stoljeća utvrda se u izvorima više ne spominje, ali arheološki nalazi svjedoče kako je napuštena i srušena tek tijekom prve polovice 18. stoljeća. Tada je građevni materijal djelomično raznesen ili urušen u podožje. 

## Utvrda danas
Tijekom 2003. godine započela su sveobuhvatna arheološka istraživanja o organizaciji Općine Visoko, Ministarstva kulture RH i Hrvatskog restauratorskog zavoda. Cilj istraživanja je dobivanje više povijesnih informacija o važnosti, izgledu i fizionomiji same utvrde, građevinska obnova iskopanih zidova te njihovo predstavljanje u kulturno - turističke svrhe.
Svake godine u listopadu na samoj utvrdi održava se bitka za Čanjevo kojom se uprizoruje sukob osmanske vojske i visočkih haramija. Bitku organizira visočka udruga Praškocijeve haramije čija je temeljna preokupacija istraživanje i popularizacija utvrde i njene povijesti. Na tom se događaju svake godine okupi velik broj posjetitelja, što lokalnog stanovništva, što gostiju iz čitave Varaždinske i susjednih županija i jedina je manifestacija koja budi svijest građana o tom važnom dijelu naše povijesti i kulturne baštine.